# Schlammling
Der (Gewöhnliche) Schlammling (Limosella aquatica), auch Schlammkraut oder Schlammglöckchen genannt, ist eine einjährige, zwergwüchsige Pflanzenart, die in Feuchtgebieten vorkommt. Zur Gattung Limosella zählen weltweit elf Arten, von denen in Mitteleuropa nur der Schlammling vertreten ist. Traditionell wird der Schlammling in die Familie der Braunwurzgewächse (Scrophulariaceae) eingeordnet; nach neueren molekularbiologischen Untersuchungen wird er jedoch von manchen Autoren unter den Wegerichgewächsen (Plantaginaceae) geführt.

## Merkmale

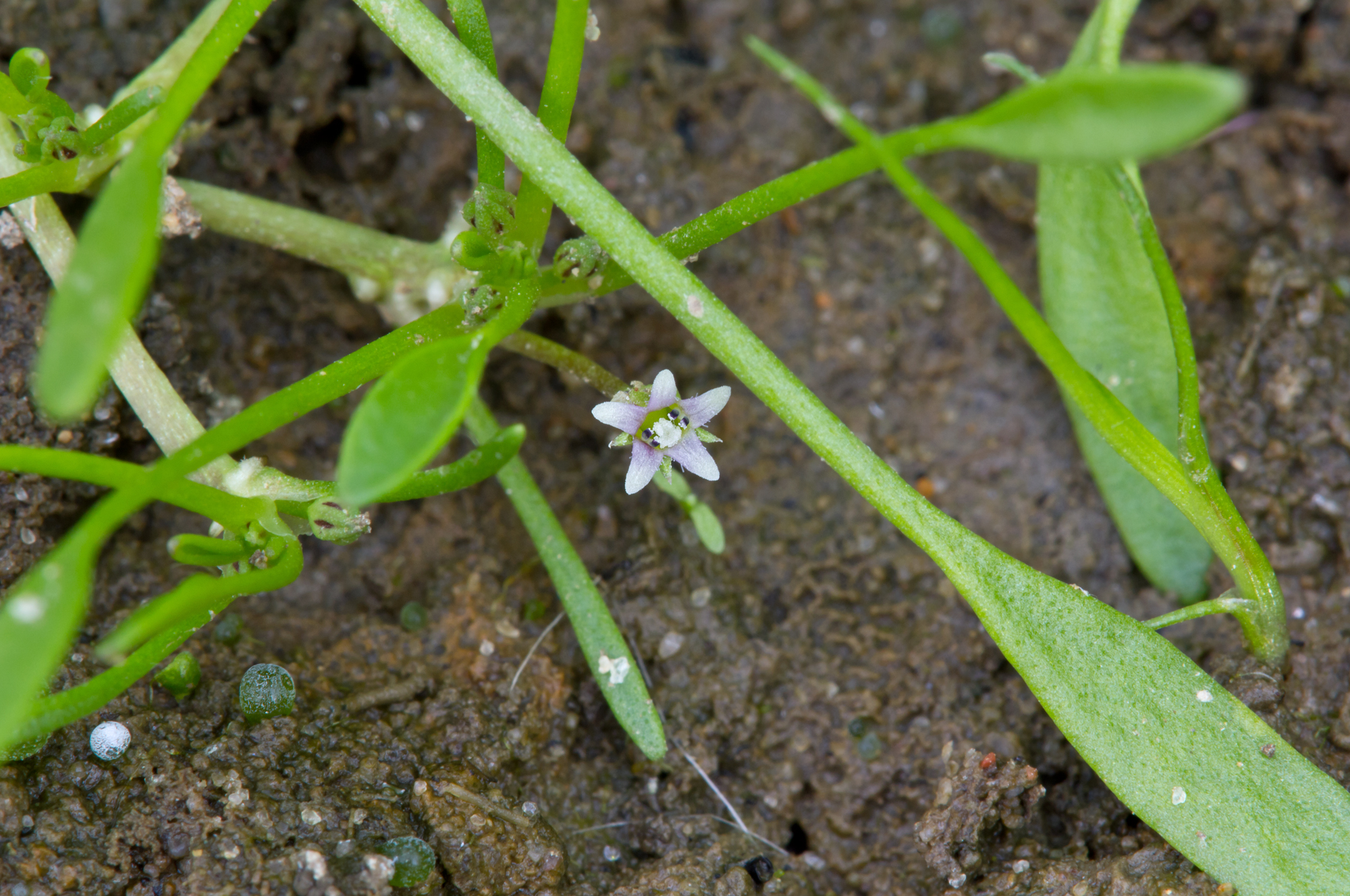
Die unscheinbaren, gestielten Blüten entspringen direkt aus der Rosette

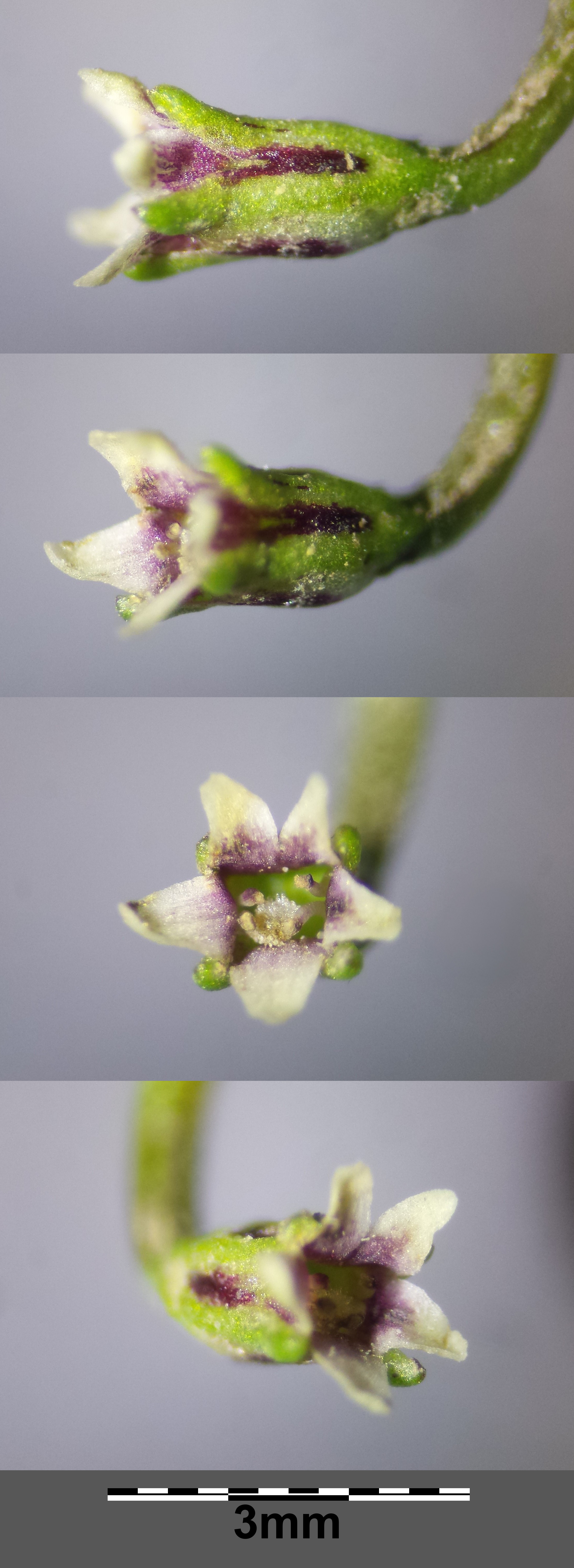
Blüte in Großansicht

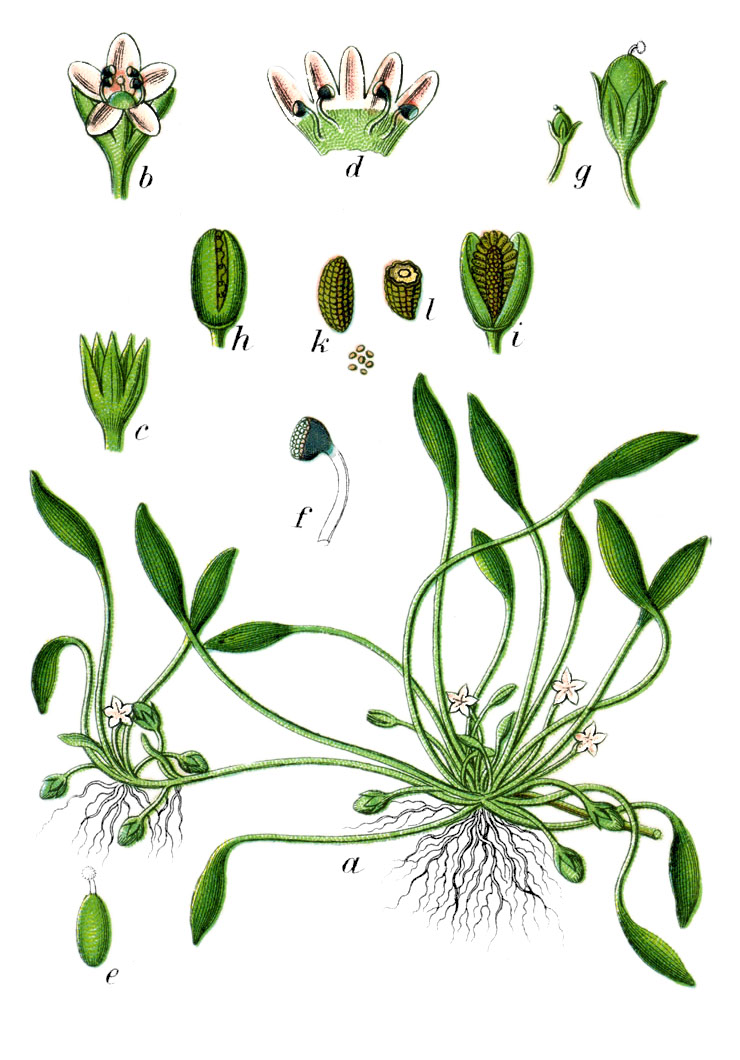
Illustration

Die Pflanze ist ein unbeständiger Therophyt und wird zwischen zwei und zehn Zentimetern hoch. Die lang gestielten, spateligen bis pfriemlichen, fleischigen Blätter wachsen aus einer grundständigen Rosette. An ihren Stielen befinden sich kantige Scheidenlappen. Aus den Blattachseln entspringen außerdem Ausläufer, die sich wieder bewurzeln und so kleine Rasen bilden. 
Die kleinen, rosa-weißlichen Blüten von drei bis zehn Millimetern Durchmesser sind ebenfalls grundständig – ihre zwei bis fünf Zentimeter langen Stiele wachsen also direkt aus der Rosette – und im Kelchbereich glockenförmig. Die kurze Kronröhre ist oft gelblich, der Schlund offen. Die Blütezeit reicht von Juli bis Oktober. 
Die Frucht ist eine rundliche Kapsel von 2,5 bis 4 Millimetern Länge und 1,5 bis 3 Millimetern Breite.
Die Chromosomenzahl beträgt 2n = 40.

## Vorkommen
Der Schlammling ist ein Pionierbesiedler offener, wechselnasser, humoser, nährstoffreicher Sand-, Schlamm- und Schlickflächen am Ufer von Gewässern. Er ist eine Kennart der pflanzensoziologischen Klasse der Zwergbinsen-Gesellschaften („Isoëto-Nanojuncetea bufonii Br.-Bl. et Tx. ex Westhoff et al. 1946“) und darin im Speziellen auch der Assoziation „Cypero fusci-Limoselletum aquaticae (Oberd. 1957) Korneck 1960“. Vor allem Zonen im Wasserspiegelschwankungsbereich von Fließgewässern, stehenden Auengewässern, aber auch in extensiv bewirtschafteten Karpfenteichen werden besiedelt, wenn diese im Frühling und Frühsommer überschwemmt bzw. angestaut sind und im Spätsommer und Herbst periodisch trockenfallen. Die Samen fallen auf den Untergrund und werden bei erneutem Hochwasser entweder verdriftet oder verbleiben am Boden. In der nächstfolgenden sommerlichen Niedrigwasserphase keimen sie aus – oft gleich in Massen, wie dies für einjährigen Pionierbewuchs typisch ist.
Die Art ist eher selten und nur sehr zerstreut verbreitet – wird allerdings auch leicht übersehen. Schwerpunkte sind große Flusstäler, in Deutschland vor allem die mittlere Elbe sowie der Rhein. Durch Verbauungen von natürlichen Sanduferbänken und durch Flussregulierungen, die eine jahreszeitlich stetigere Wasserführung bedingen, ist diese ohnehin sehr konkurrenzschwache Pflanze in ihrem Bestand zurückgegangen. In Zentraleuropa ist die Art ungefährdet, wird aber beispielsweise in einzelnen deutschen Bundesländern in Roten Listen geführt.